# Erica intervallaris
Erica intervallaris är en ljungväxtart som beskrevs av Richard Anthony Salisbury. Erica intervallaris ingår i släktet klockljungssläktet, och familjen ljungväxter.

## Underarter
Arten delas in i följande underarter:
- E. i. breviflora
- E. i. grandiflora
- E. i. trifolia